# Dasyopa orientalis
Dasyopa orientalis är en tvåvingeart som beskrevs av Cherian 1990. Dasyopa orientalis ingår i släktet Dasyopa och familjen fritflugor. Inga underarter finns listade i Catalogue of Life.